# الغابون في الألعاب الأولمبية
الغابون في الألعاب الأولمبية  تقوم اللجنة الأولمبية الغابونية بالإشراف في شؤون مشاركة الغابون في الألعاب الأولمبية، شاركت الغابون أول مرة في الألعاب الأولمبية في دورة 1972 في ميونخ في ألمانيا الغربية، لتمكنت الغابون من الفوز بميدالية فضية واحدة كانت في رياضة التايكواندو.